# Opotschka
Opotschka (russisch Опочка) ist eine Stadt in der Oblast Pskow (Russland) mit 9.928 Einwohnern (Stand 1. Januar 2021).

## Geografie
Die Stadt liegt etwa 130 Kilometer südlich der Oblasthauptstadt Pskow an der Welikaja, dem größten Zufluss des Peipussees.
Opotschka ist Verwaltungszentrum des gleichnamigen Rajons.
Die nächstgelegene Bahnstation ist Pustoschka 60 km südöstlich, an der auf diesem Abschnitt 1901 eröffneten Eisenbahnstrecke Moskau–Riga. Durch Opotschka führt die Fernstraße M20 von Sankt Petersburg nach Newel und weiter über Belarus in die Ukraine (Kiew, Odessa).

## Wappen
Beschreibung: In Blau mit erhöhtem grünen Schildfuß geteilten Schild ein silberner sich verjüngender Steinstapel aus sechs Reihen.

## Geschichte
Opotschka wurde erstmals 1414 in der Pskower Chronik als neue südliche Grenzfestung an Stelle der 1406 von Truppen des litauischen Großfürsten Vytautas Festung Koloscha erwähnt.
Der Name wurde wahrscheinlich von Wort opoka abgeleitet, welches im Russischen heute für ein helles Kieselgestein, ursprünglich auch für andere helle Gesteine, wie Kreide oder Alabaster stand.
1426 trotzte Opotschka der erneuten Belagerung durch litauische Truppen, 1427 einer Belagerung durch den Deutschen Orden. 1517 widerstand die Festung einer polnisch-litauischen Belagerung unter Konstantin Ostroschski. In der Zeit des Livländischen Krieges (1558–1583) beherbergte Opotschka eine große Strelizen-Garnison.
1777 wurde Opotschka das Stadtrecht als Verwaltungszentrum eines Kreises (Ujesds) verliehen. Im 18. und 19. Jahrhundert entwickelte sich die Stadt zu einem der bedeutendsten Handwerks- und Handelszentren des Gouvernements Pskow, in welchem bekannte Jahrmärkte stattfanden.
Im Zweiten Weltkrieg wurde Opotschka am 8. Juli 1941 von der deutschen Wehrmacht besetzt und am 15. Juli 1944 von Truppen der 2. Baltischen Front der Roten Armee im Rahmen der Reschiza-Dwinsker Operation zurückerobert.

### Bevölkerungsentwicklung
| Jahr | Einwohner |
| ---- | --------- |
| 1897 | 5.735     |
| 1926 | 7.146     |
| 1939 | 11.174    |
| 1959 | 11.700    |
| 1970 | 12.877    |
| 1979 | 14.978    |
| 1989 | 16.190    |
| 2002 | 13.964    |
| 2010 | 11.603    |

Anmerkung: Volkszählungsdaten

## Kultur und Sehenswürdigkeiten
In Opotschka ist der Erdwall der Festung aus dem 15. Jahrhundert erhalten, außerdem Verwaltungs- und Gefängnisgebäude aus der zweiten Hälfte des 18. Jahrhunderts sowie mehrstöckige Kaufmanns- und Lagerhäuser aus der Mitte des 19. Jahrhunderts.
In Stadtnähe befand sich die Petrowskaja mysa (Петровская мыза) genannte Bildwirkerei- und Teppichmanufaktur des russischen Zarenhofes, von welcher ein umgebauter Palast aus dem 18. Jahrhundert erhalten ist.

## Wirtschaft
In Opotschka gibt es Betriebe der Textil- und Lebensmittelindustrie sowie der Bau- und Holzwirtschaft.

## Söhne und Töchter der Stadt
- Nikolai Kudrjawzew (1893–1971), Erdölgeologe, bekannt für seine abiotische Theorie der Entstehung von Erdöl und Erdgas
- Wladimir Nikitin (* 1948), Politiker[3]
- Waleri Iwanow (1960–2019), Generalleutnant[4]